# Мареша
Тель Мареша (івр. תל מראשה) — тель (археологічний пагорб чи насип) біблійного міста Мареша залізної доби, а пізніше (після 586 р. до н.е) ідумейського міста, відомого за елліністичною назвою як Маріса, а за арабською назвою як Марісса (ماريسا). Тель знаходиться в Ізраїльському регіоні Шефела, тобто в передгір'ї Юдейських гір. Вперше він був розкопаний у 1898-1900 роках британськими археологами Бліссом і Макалістером від імені «Фонду досліджень Палестини» і повторно — після 1989 року ізраїльським археологом Амосом Клонером від імені «Управління старожитностей Ізраїлю». Більшість артефактів британських розкопок сьогодні можна побачити в Археологічному музеї Стамбула.
На даний час ця територія захищена як частина національного парку «Бейт-Гуврін-Мареша» і визнана ЮНЕСКО об’єктом Світової спадщини ЮНЕСКО.

## Історія

### Від Залізної доби до Елліністичного періоду
Місто Мареша було одним із міст Юдейського царства за часів Першого храму і згадується серед завоювань стародавніх ізраїльтян у Книзі Ісуса Навина, а пізніше в Книзі Хроніки як одне з укріплень царя Ровоама. Відповідно до Мадабської карти, Мареша було місцем, «звідки прийшов пророк Міхей». У VI столітті до н.е., внаслідок повстання Седекії проти Вавилонського царства та його царя Навуходоносора II, Юдейське царство було окуповане і багато його жителів було відправлено на заслання. Це ознаменувало кінець Мареші як юдейського міста.
Після цих подій ідуміти, що жили на схід і південь від Мертвого моря, переселилися на цю територію. Таким чином, від правління Персії та впродовж усього правління елліністичних королівств у регіоні (VI–I ст. до н.е.), Мареша було частиною території, відомої як Ідумея, елліністична назва — Едом.
Місто Мареша виникло як головне ідумейське місто, і з підкоренням регіону Александром Великим воно було заселене грецькими солдатами у відставці, як було прийнято. Таким чином, місто Мареша розвивалося як елліністичне місто, що охоплювало безліч грецьких та східних культур, включаючи сидонян та набатеїв. З приходом еллінізації схема поселень змінилася, як і у більшісті регіону, і місто розширилося далеко за межі укріпленого піднятого телю чи кургану Мареша залізної доби.

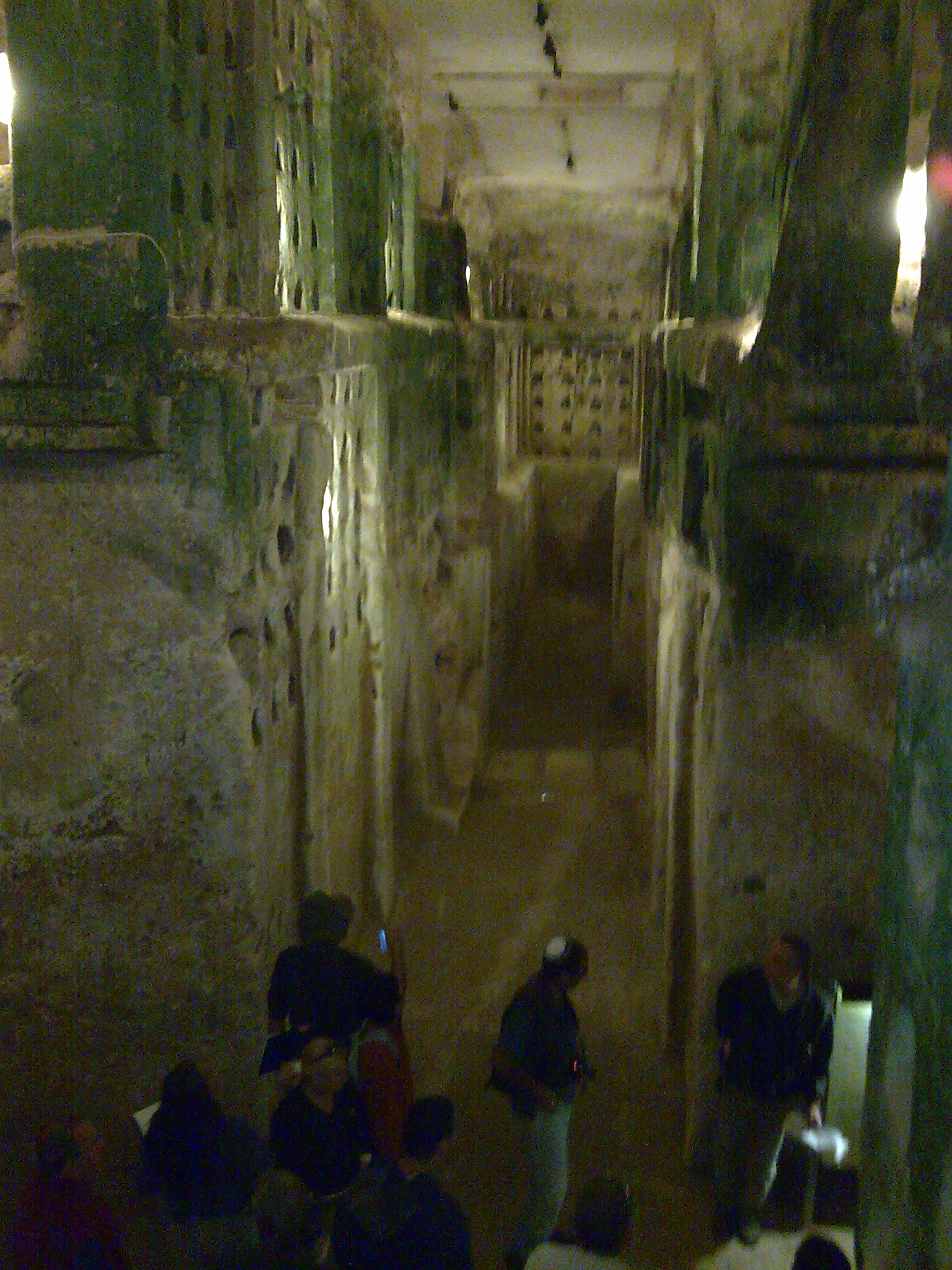
Колумбарій в тель Мареша

### Занепад

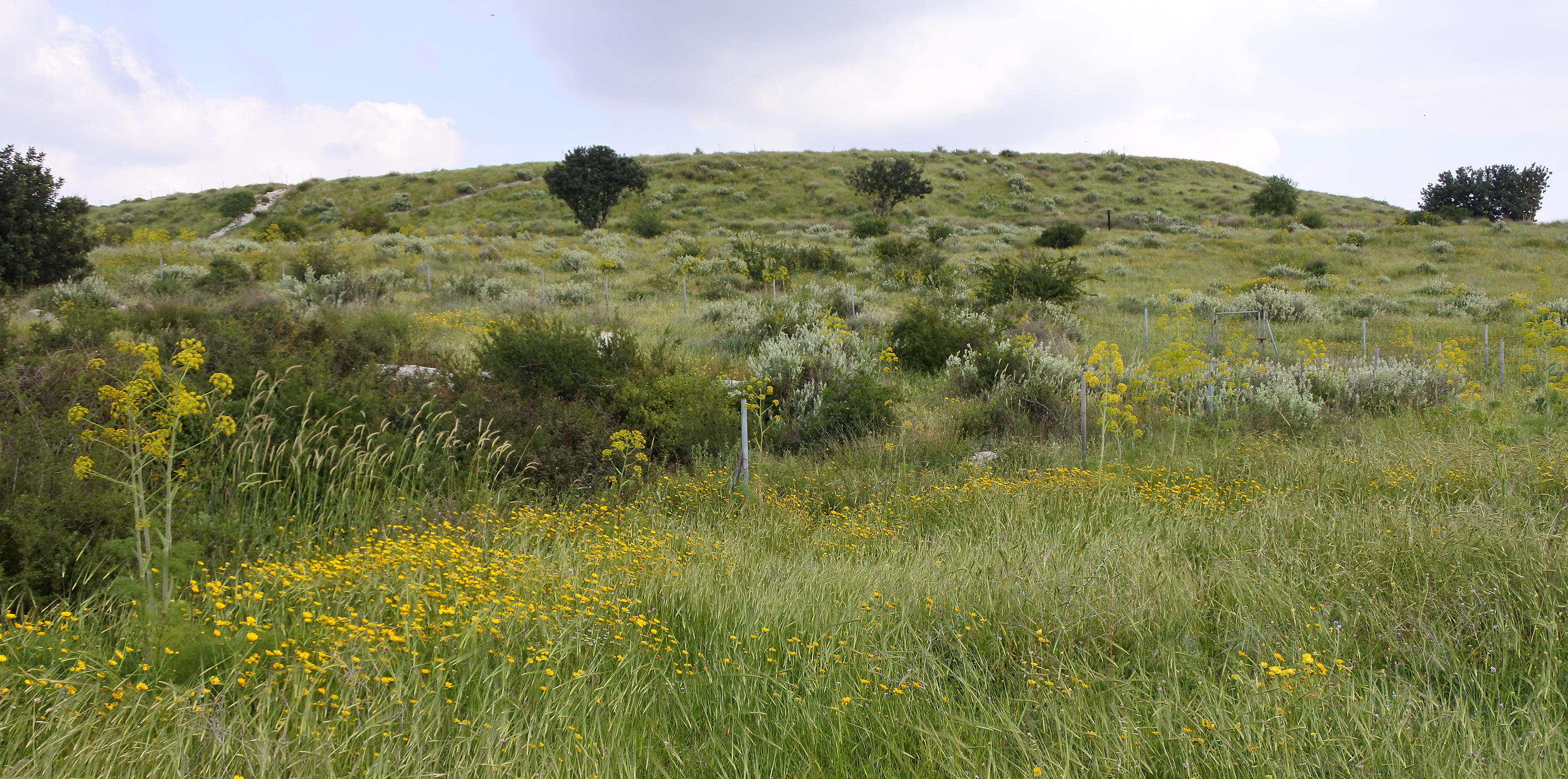
Тель Мареша

Місто почало занепадати під час Макавейських повстань проти Держави Селевкідів (ІІ століття до н. е.), так як воно було використано як база для боротьби з повстанцями. Після повстання та його успіху вважається, що Йоханан Гіркан завоював місто в 112 році до н.е., насильно навертаючи його жителів.
У 63 році до н.е., в рамках домовленостей, зроблених Помпеєм у цьому регіоні, Мареша разом із усім Едом було відокремлене від Юдейського царства і було повернуто до Ідумеї. У 47 році до н.е. Юлій Цезар приєднав місто до Юдеї.
В кінцевому результаті місто Мареша було знищене в 40 році до н.е. парфянами в рамках боротьби за владу між Антигоном II з династії Хасмонеїв, який шукав їхньої підтримки, і Іродом I Великим, який був сином наверненого Антипатра Ідуменянина і якого підтримували римляни.

### Після Мареша: Бет-Габра / Єлевферополь
Після занепаду міста Мареша сусіднє ідумейське / єврейське місто Бет-Габра або Бейт-Гуврін стало основним поселенням у цій місцевості. Похитнувшись після двох послідовних і катастрофічних єврейських повстань проти римського панування у І та ІІ століттях, місто відновило своє значення лише на початку ІІІ століття, коли воно було відновлене як римське місто під новою назвою Єлевферополь. За часів Євсевія Кесарійського (помер 340 р. н.е.) саме місто Мареша було уже покинутим місцем: він згадує місто в своєму «Ономастиконі», кажучи, що це було на відстані «двох миль від Єлевферополя».

### Сучасність
Палестинське арабське село Бейт-Джібрін, що знаходиться на місці стародавнього Єлевферополя, було знеселене під час Арабо-ізраїльської війни 1948 року. У 1949 році на частині земель Бейт-Джібріна був створений Кібуц Бейт-Гуврін. Більшість археологічно важливих територій стародавнього міста Мареша і Бейт-Гувріна / Єлевферополя зараз є частиною національного парку «Бейт-Гуврін-Мареша».

## Археологія

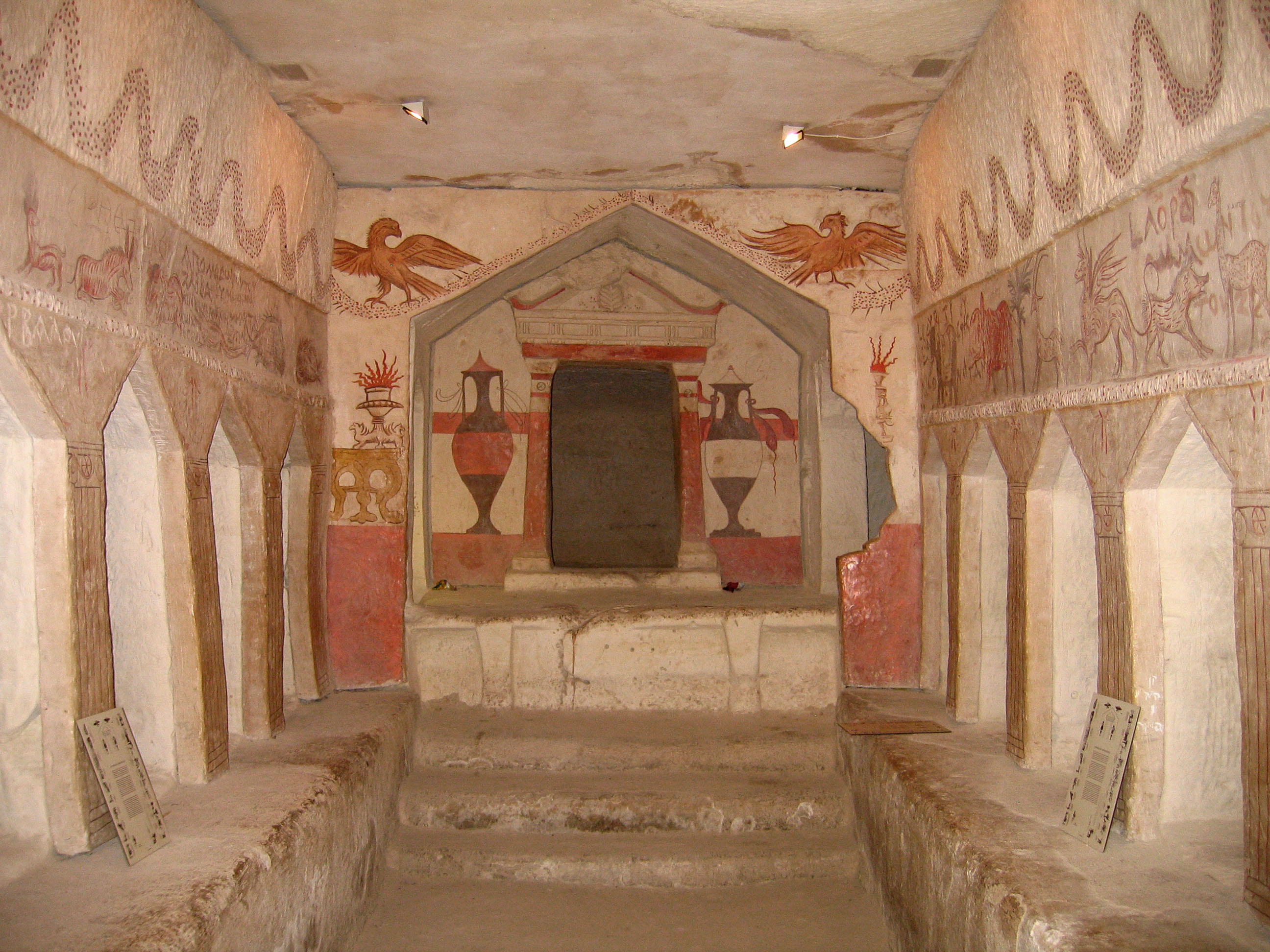
Розписана поховальна печера в Тель Мареша

З 2002 року, продовжуючи в 2010 та 2013–2014 роках, від імені «Управління старожитностей Ізраїлю» на цьому місці проводилися археологічні розкопки Альпертом Берні та Іаном Стерном. Розташовуючись на відстані 1300 футів над рівнем моря, земля телю — крейдяна і м'яка, піддається для копання печер, які використовувались як кар'єри, могильники, притулки для тварин, майстерні та приміщення для вирощування голубів. Багато печер пов'язані підземним лабіринтом проходів.

## Тель Мареша і національний парк
Сьогодні Мареша є частиною ізраїльського національного парку «Бейт-Гуврін-Мареша». Досі можна побачити багато старих оливкових пресів, колумбаріїв і цистерн для води стародавнього міста. Крім того, маючи ліцензію «Управління старожитностей Ізраїлю», «Інститут археологічних семінарів» проводить розкопки багатьох кар'єрних систем Мареша і запрошує відвідувачів взяти участь.